# Jenő Jandó
Jenő Jandó (ur. 1 lutego 1952 w Peczu, zm. 4 lipca 2023 w Budapeszcie) – węgierski pianista, profesor Akademii Muzycznej im. Ferenca Liszta w Budapeszcie.

## Życiorys
Jenő Jandó pierwsze lekcje gry na fortepianie pobierał pod okiem matki, w wieku młodzieńczym rozpoczął studia na Akademii Muzycznej im. Ferenca Liszta w Budapeszcie. Studiował pod kierunkiem Katalin Nemes i Pála Kadosy. Po uzyskaniu dyplomu brał w konkursach pianistycznych. Jego profesjonalna kariera rozpoczęła się, gdy w wieku 18 lat zdobył 3. nagrodę w konkursie pianistycznym im. Beethovena. W 1973 zdobył 1. nagrodę w węgierskim konkursie pianistycznym, a w 1977 nagrodę specjalną w kategorii: muzyka kameralna w Międzynarodowym Konkursie Pianistycznym w Sydney.
Jest jednym z najbardziej płodnych artystów w historii nagrań muzyki poważnej. Znany ze współpracy z jedną z wiodących wytwórni fonograficznych specjalizujących się w muzyce poważnej, Naxos Records, dla której nagrał m.in.: wszystkie koncerty fortepianowe i sonaty Mozarta, koncerty Griega i Schumanna, drugi koncert fortepianowy i wariacje nt. Paganiniego Rachmaninowa, komplet sonat fortepianowych Haydna i Beethovena, wszystkie dzieła fortepianowe Bartóka.
Obok nagrań solowych Jandó wziął również udział w nagraniach z innymi artystami, np. z kwartetem im. Kodálya (m.in. w kwintecie fortepianowym „Pstrąg” Schuberta, kwintetach fortepianowych Brahmsa i Schumanna, triach fortepianowych Beethovena).
Akompaniował również japońskiej skrzypaczce Takako Nishizaki podczas nagrań sonat skrzypcowych Francka i Griega oraz sonat skrzypcowych Mozarta. Akompaniował też wiolonczelistce Marii Kliegel podczas nagrywania sonat wiolonczelowych Dohnányiego.
Jako profesor był związany z Akademią Muzyczną im. Ferenza Liszta w Budapeszcie, gdzie wychował wiele pokoleń pianistów.